# Сільський суд
Сільський суд — державний суд на території села в період Гетьманщини, який розглядав дрібні кримінальні і цивільні справи мешканців даного села. Сільські суди поділялись на суди для козаків і суди для селян. Скарги на рішення суду розглядалися:
- щодо козаків — сотенному суді
- щодо селян — у ратушному міському суді.